# Сона и Луара
Со́на и Луа́ра (фр. Saône-et-Loire) — департамент на востоке Франции, один из департаментов региона Бургундия — Франш-Конте. Порядковый номер — 71. Административный центр — Макон. Население — 574 874 человека (47-е место среди департаментов, данные 2010 г.).

## География
Площадь территории — 8575 км². Через департамент протекают реки Сона и Луара, определившие его название. Там же расположен и Центральный канал, соединяющий эти реки.
Департамент включает 4 округа, 57 кантонов и 573 коммуны.

## История
Сона и Луара — один из первых 83 департаментов, образованных во время Великой французской революции в марте 1790 г. Возник на территории бывших провинций Бургундия и Бресс.

## Достопримечательности
- Бресс-сюр-Грон — старинный замок в одноимённом городке.
- Пьеррекло — дворцово-замковый комплекс в одноимённой коммуне.